# Torre del Campese
La torre del Campese si trova su uno scoglio che delimita a nord l'omonima spiaggia dell'isola del Giglio e il piccolo porto di Giglio Campese.

## Storia
La torre costiera fu fatta costruire verso la metà del Cinquecento da Cosimo I de' Medici. La costruzione svolgeva funzioni di avvistamento, di difesa ed offesa, con lo scopo di proteggere la costa occidentale dell'isola dalle aggressioni dei pirati turchi.
Nel 1700 la torre fu completamente ristrutturata e potenziata da Cosimo III de' Medici, per controllare una secca corallina scoperta pochi anni prima sui fondali al largo della costa occidentale dell'isola del Giglio; tra i nuovi edifici realizzati ci fu la cappella gentilizia ed alcuni annessi che davano alloggio alle sentinelle.
Nonostante i lavori di riqualificazione effettuati, la torre fu spesso un obiettivo di incursioni piratesche tra il 1753 e il 1799, pur riuscendo sempre a resistere in modo efficace.
In epoca ottocentesca iniziò la graduale dismissione delle funzioni militari a cui era adibita la torre, fino alla sua completa e definitiva chiusura avvenuta dopo l'Unità d'Italia. In seguito la torre fu venduta a privati e trasformata in una residenza abitativa. Ospitò, tra gli altri, l'eccentrico capitano genovese Enrico Alberto d'Albertis.

## Descrizione
La torre del Campese ha una pianta circolare, poggiante su un possente basamento a scarpa cordonato; nella parte interna del basamento si trova un'ampia cisterna per la raccolta dell'acqua.
Una rampa di scale esterna con piccolo ponte in muratura, che ha sostituito l'originario ponte levatoio in legno, conduce alla porta d'ingresso che si apre al piano rialzato.
Nell'insieme, la torre si sviluppa su tre livelli, con la parte sommitale leggermente sporgente che culmina con un tetto di copertura. Lungo le pareti esterne si aprono numerose finestrelle quadrangolari e feritoie, maggiormente concentrate nella parte alta della struttura: in passato vi si trovavano le cannoniere di difesa. Le strutture murarie, che esternamente sono rivestite in intonaco, si caratterizzano per uno spessore di pietra che in alcuni punti supera i due metri e mezzo.
Attorno alla torre, l'area è circondata da una serie di cortine murarie con basamenti a scarpa, dotate di alcuni posti di guardia a sezione circolare con copertura a cupola; tra gli edifici annessi risalenti all'epoca settecentesca vi sono i fabbricati che ospitavano gli alloggi delle sentinelle, le troniere e la cappella.